# Cyprinodon verecundus
Cyprinodon verecundus é uma espécie de peixe da família Cyprinodontidae.
É endémica do México.